# 迪化號巡防艦
迪化號飛彈巡防艦（舷號PFG-1206），原形為法國海軍拉法葉級巡防艦，為中華民國海軍的康定級四號艦，隸屬海軍一二四艦隊，母港為左營軍港，於1995年7月1日在法國海軍造船局洛里昂造船廠安放龍骨，1995年11月27日下水。完成交艦儀式後，自法國啟航後經大西洋、巴拿馬運河和太平洋抵達台灣，並於1997年8月14日正式服役。主要執行台灣海峽周遭防空、反潛、護航、反封鎖及聯合水面截擊作戰。

## 艦史
2016年7月13日，因應南海仲裁案結果，時任中華民國總統蔡英文於上午9點許由國防部長馮世寬、海軍司令黃曙光陪同視察迪化軍艦，上午11點駛出左營軍港，前往南海進行巡弋任務。

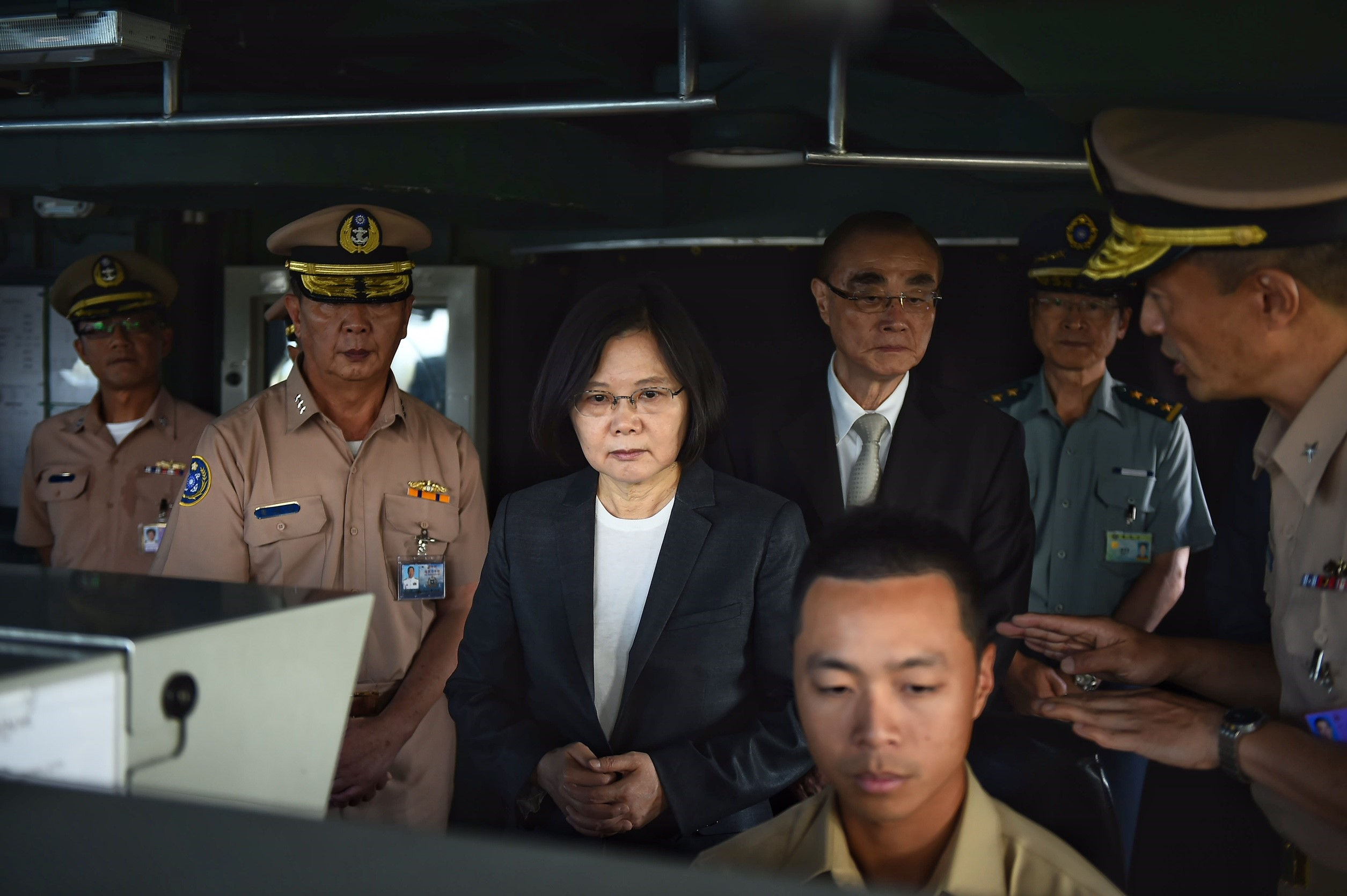
2016年7月13日總統蔡英文視察迪化軍艦
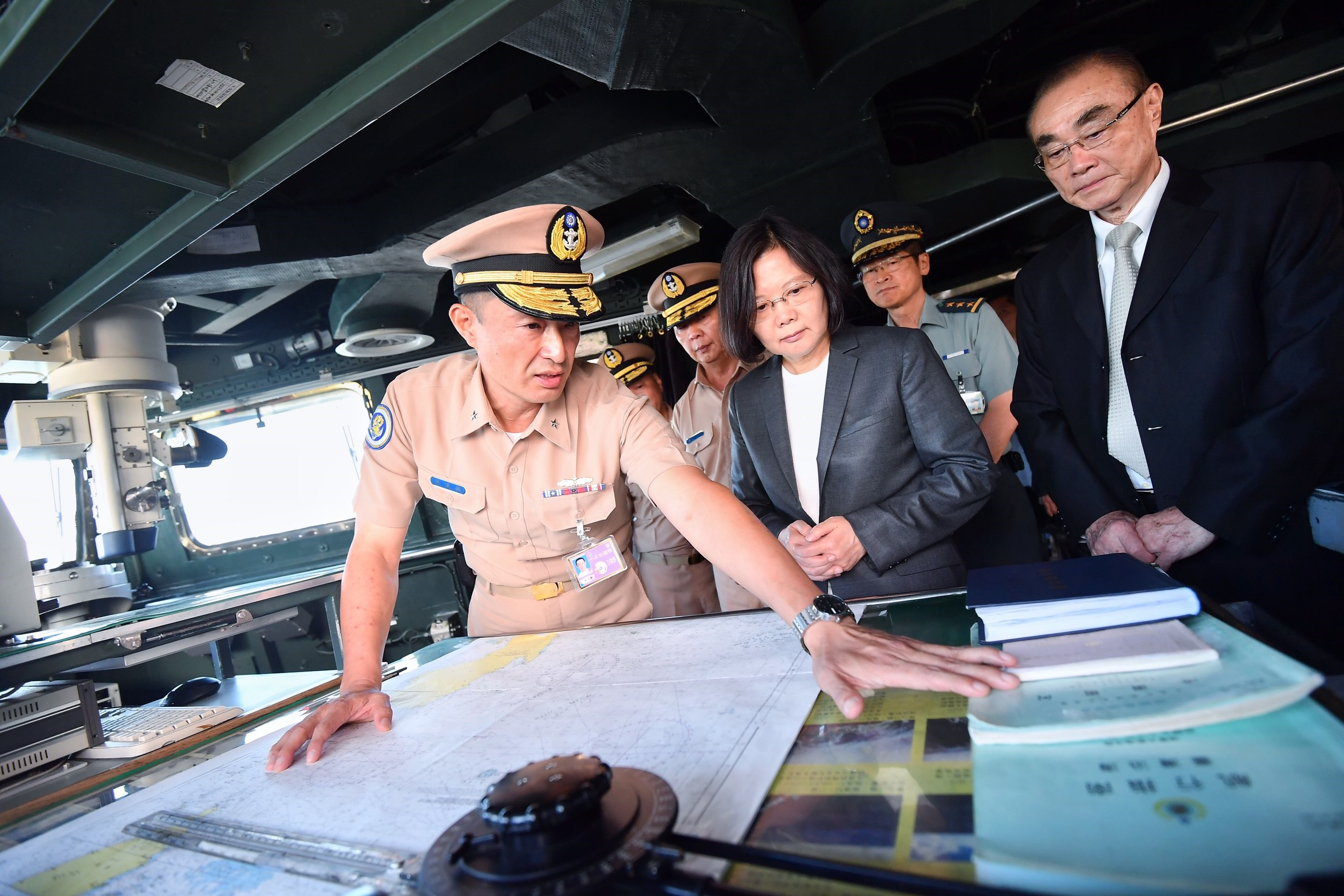
2016年7月13日總統蔡英文參觀迪化軍艦設施
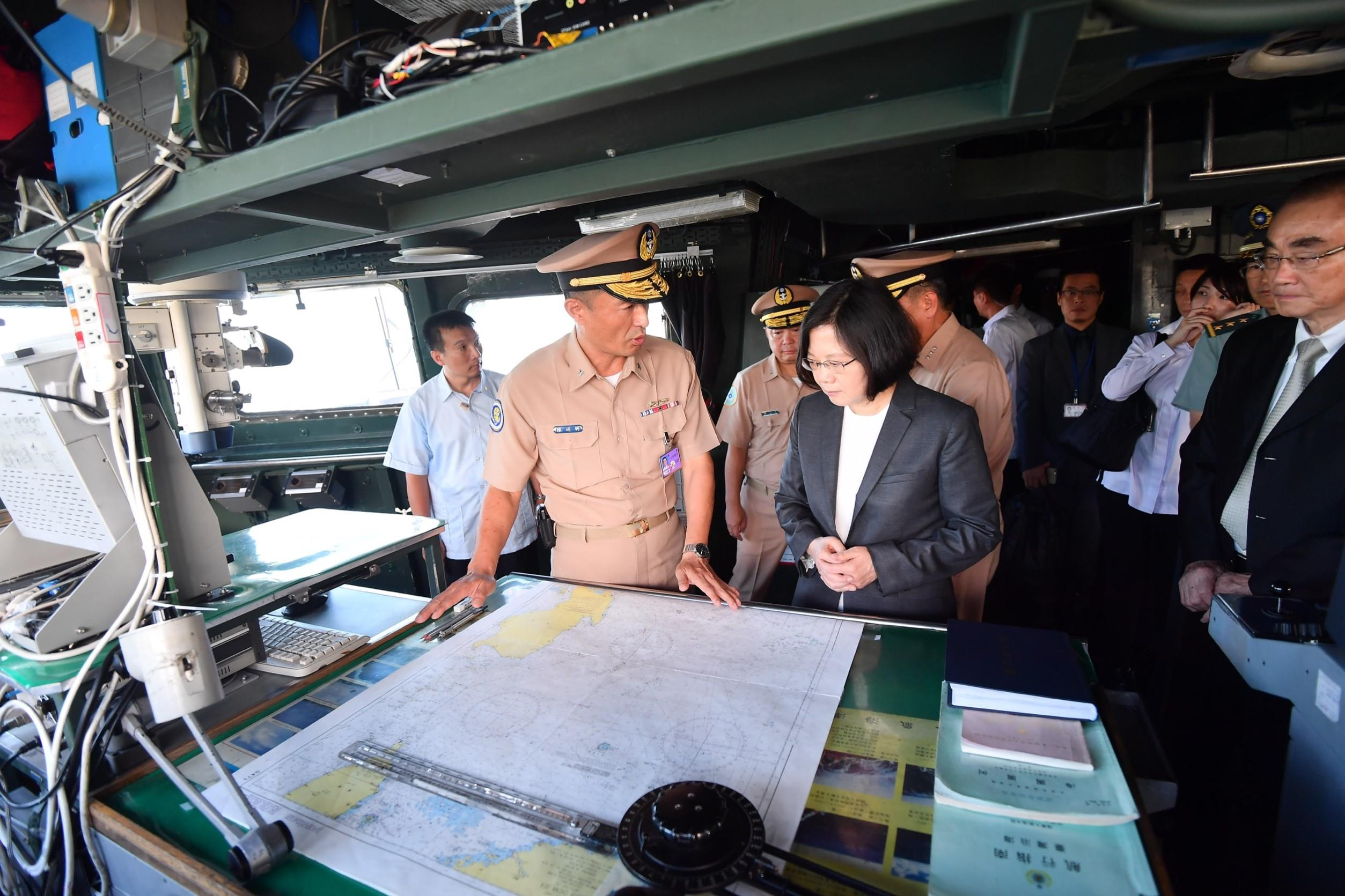
2016年7月13日總統蔡英文參觀迪化軍艦設施
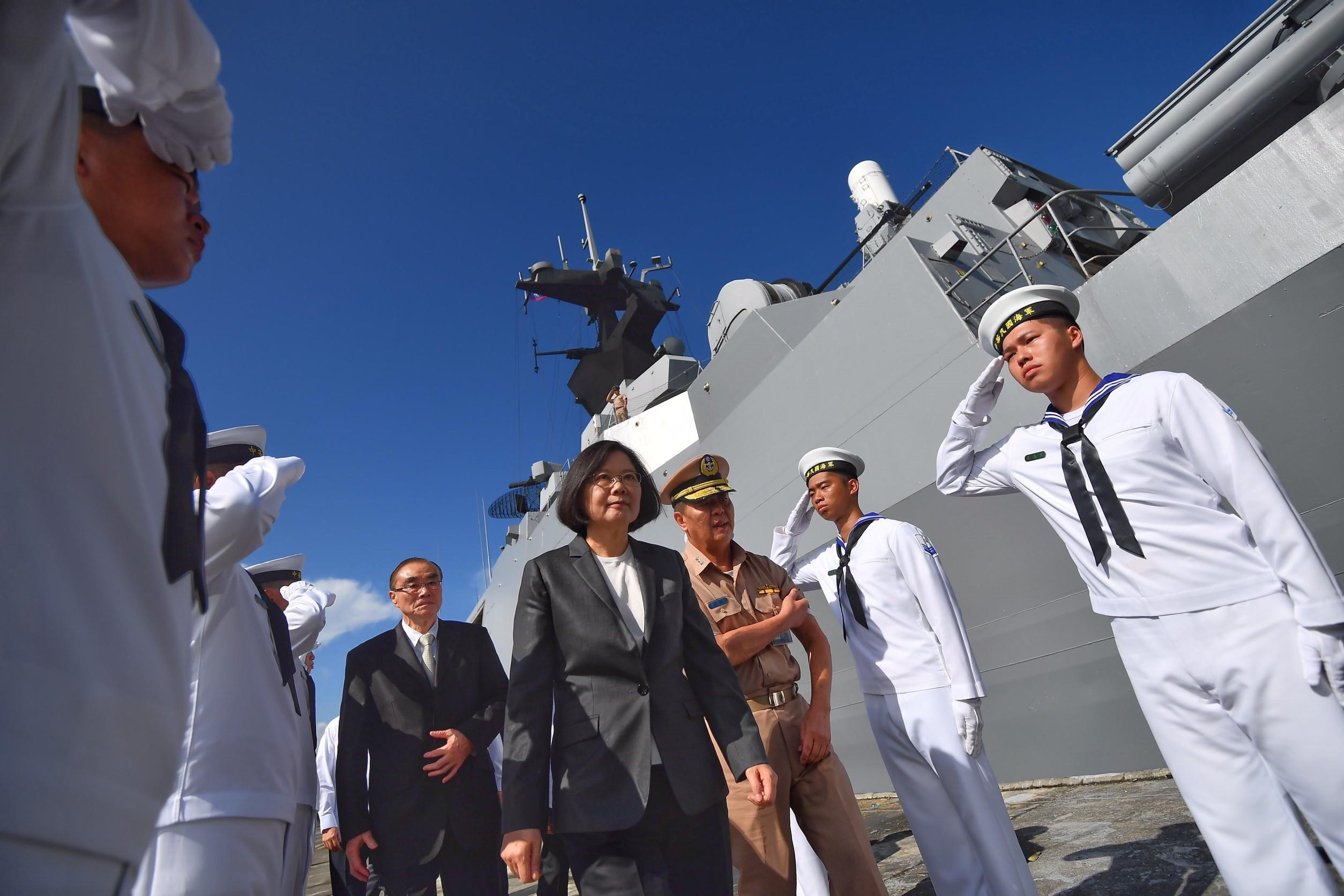
2016年7月13日總統蔡英文視導迪化軍艦
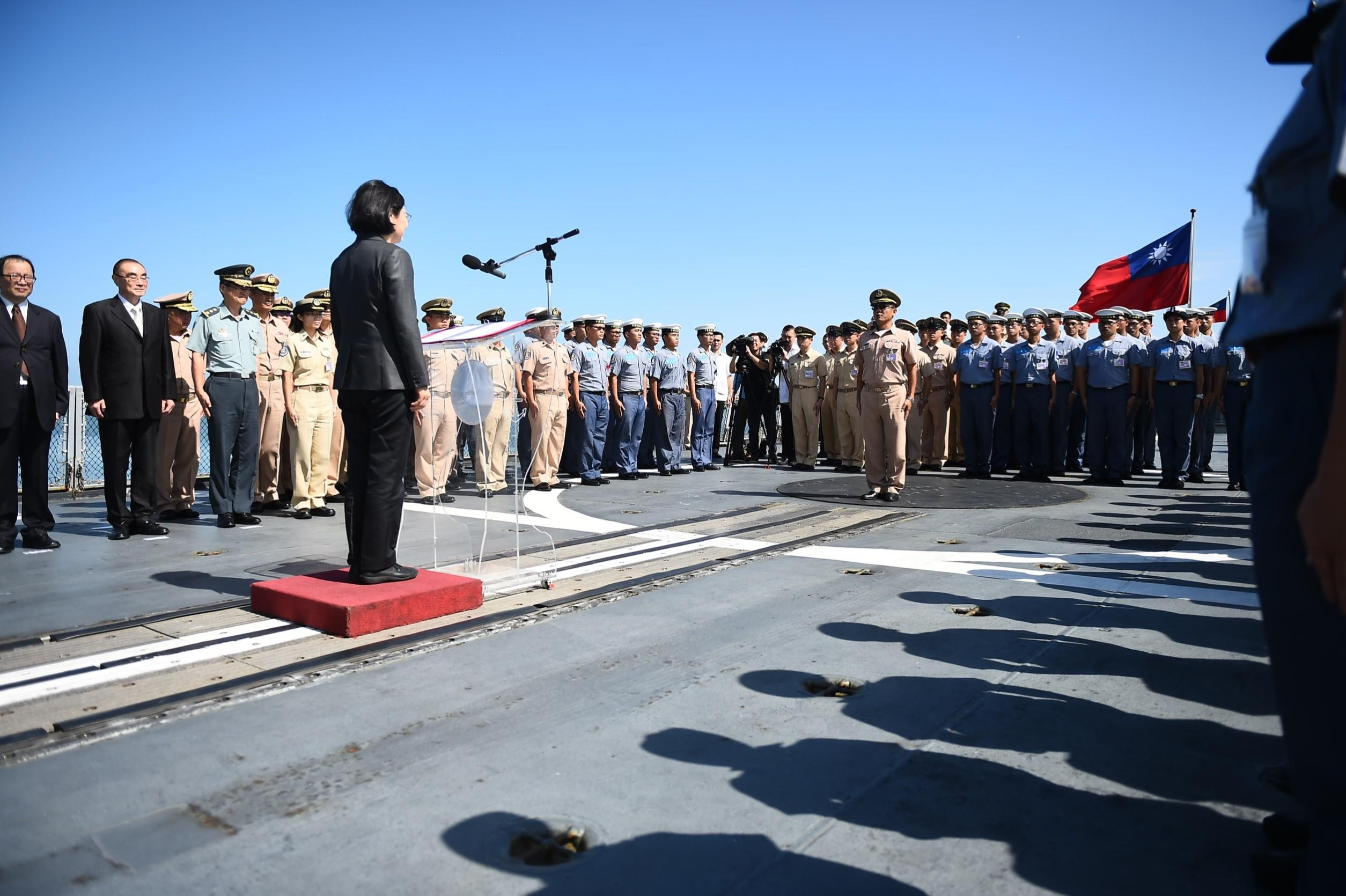
2016年7月13日總統蔡英文向迪化軍艦艦上官兵發表談話
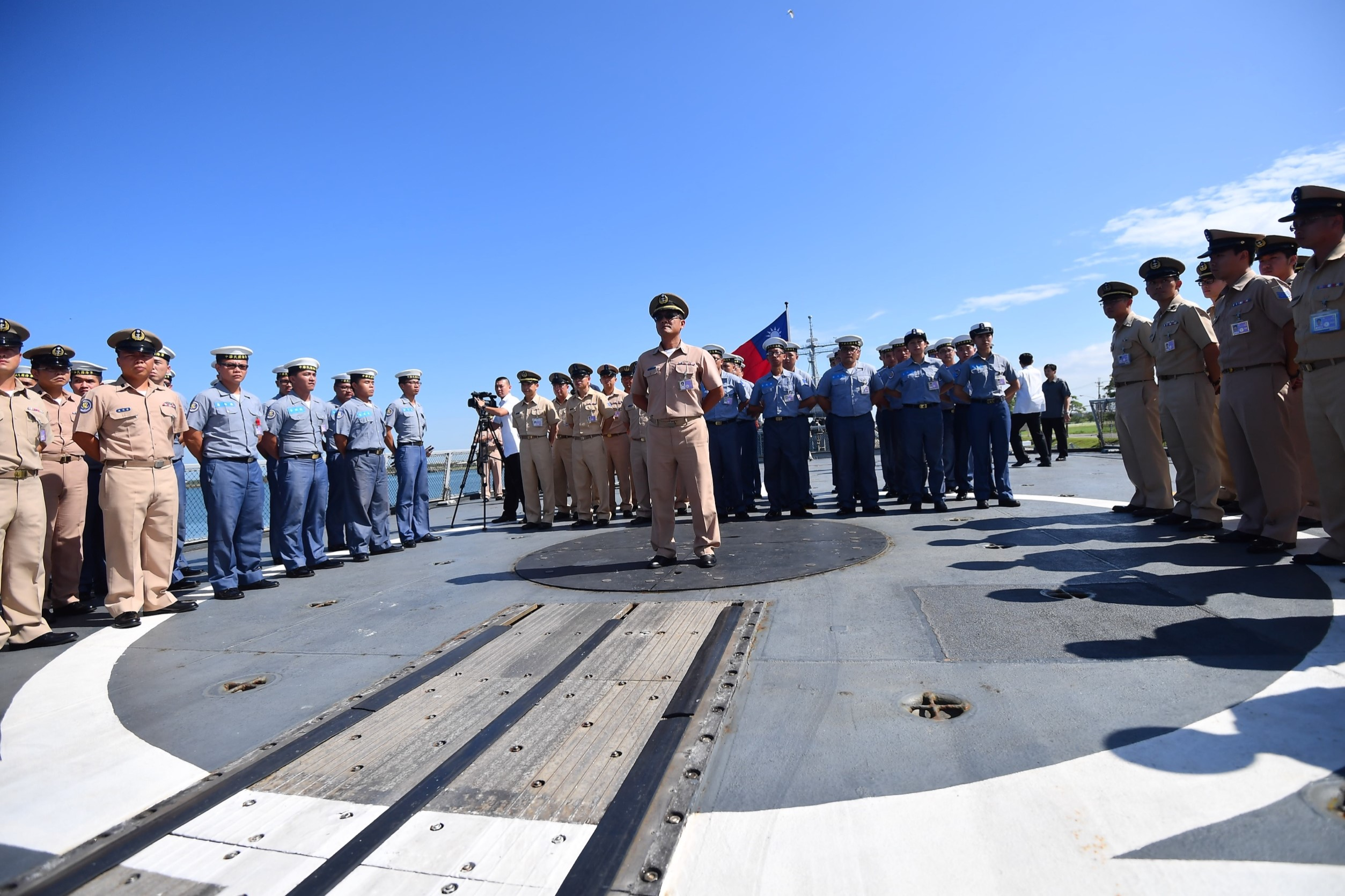
2016年7月13日總統蔡英文向迪化軍艦艦上官兵發表談話時正在聽取的艦上官兵

2018年，迪化號主砲換裝OTO設計匿蹤炮塔。
2023年4月8日，本艦驅離越過台海中線的解放军海军太原号导弹驱逐舰。
2023年12月4日，本艦於台灣西部外海以無線電廣播驅離共軍呼和浩特號和054A宜興號。

## 圖庫

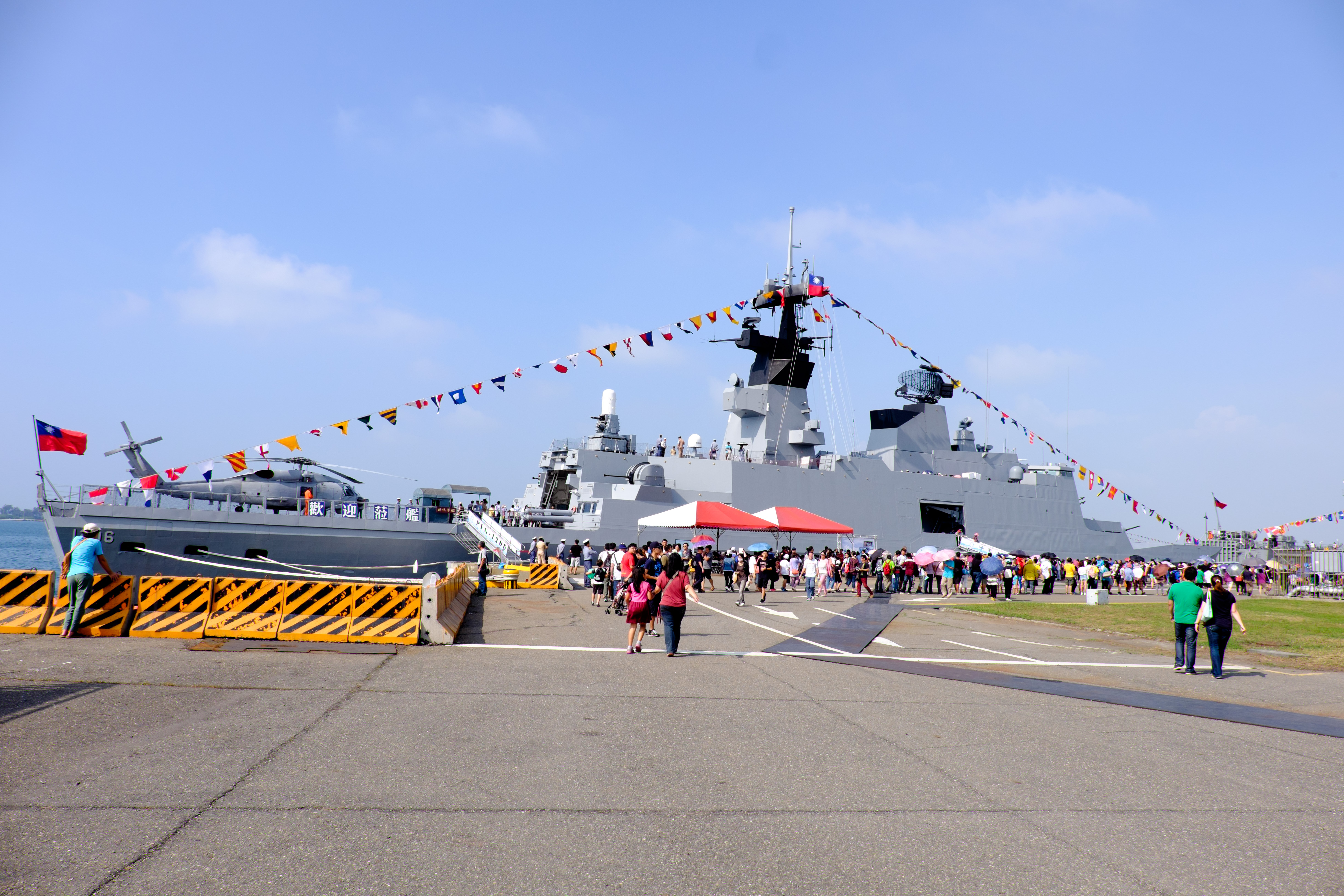
2015年左營軍港營區開放活動下午，從東三號碼頭遠眺迪化軍艦（PFG-1206）右舷後部。
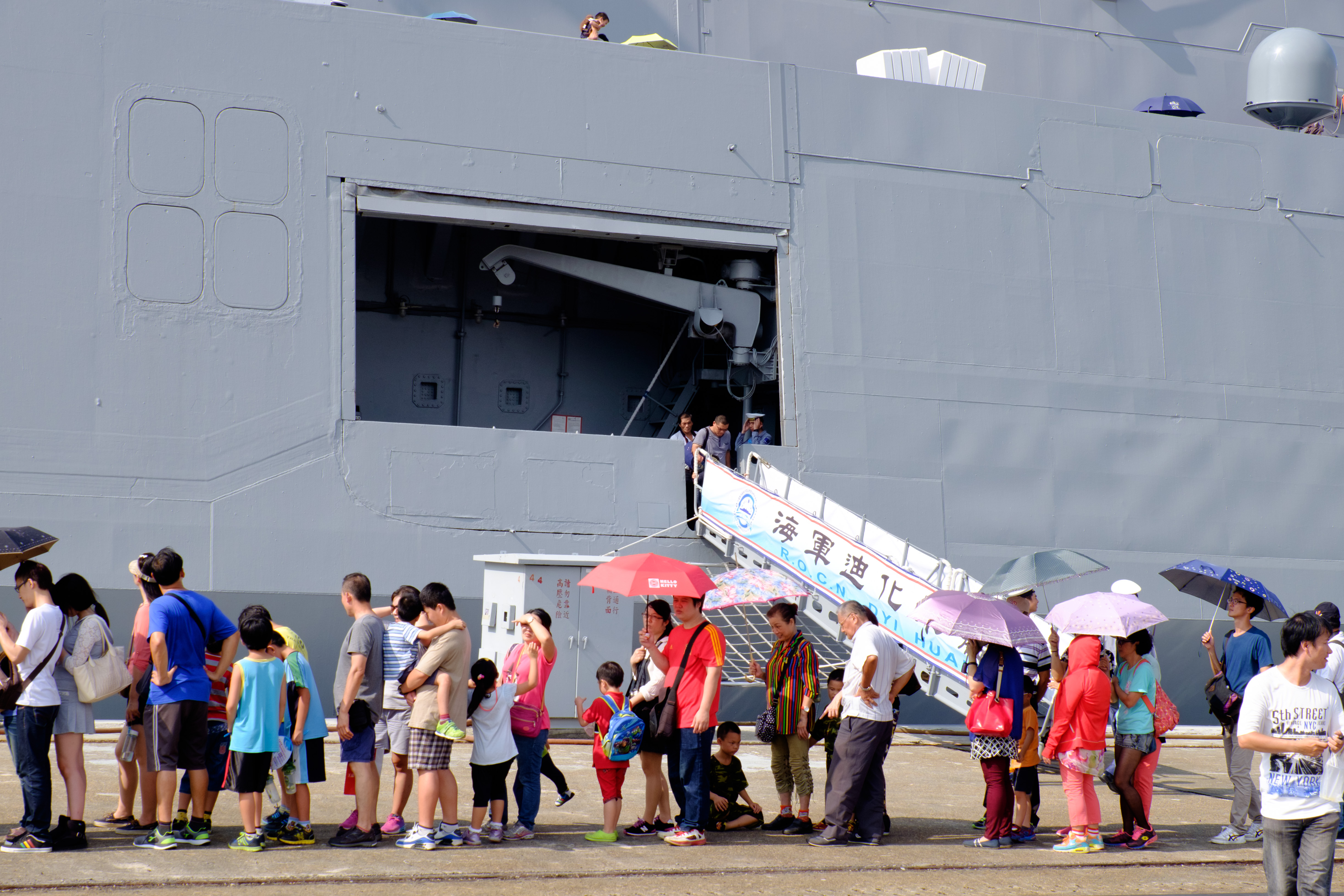
2015年左營軍港營區開放活動，迪化軍艦右舷中部搭載艇艙的舷梯。康定級巡防艦艦艏因空間狹小，沒有使用舷梯的餘地（也不可能讓一般訪客參觀），所以以往的公開活動訪客都是尾進尾出；這次卻使用中部舷梯離艦，顯示艦內參觀動線也應與過去不同。
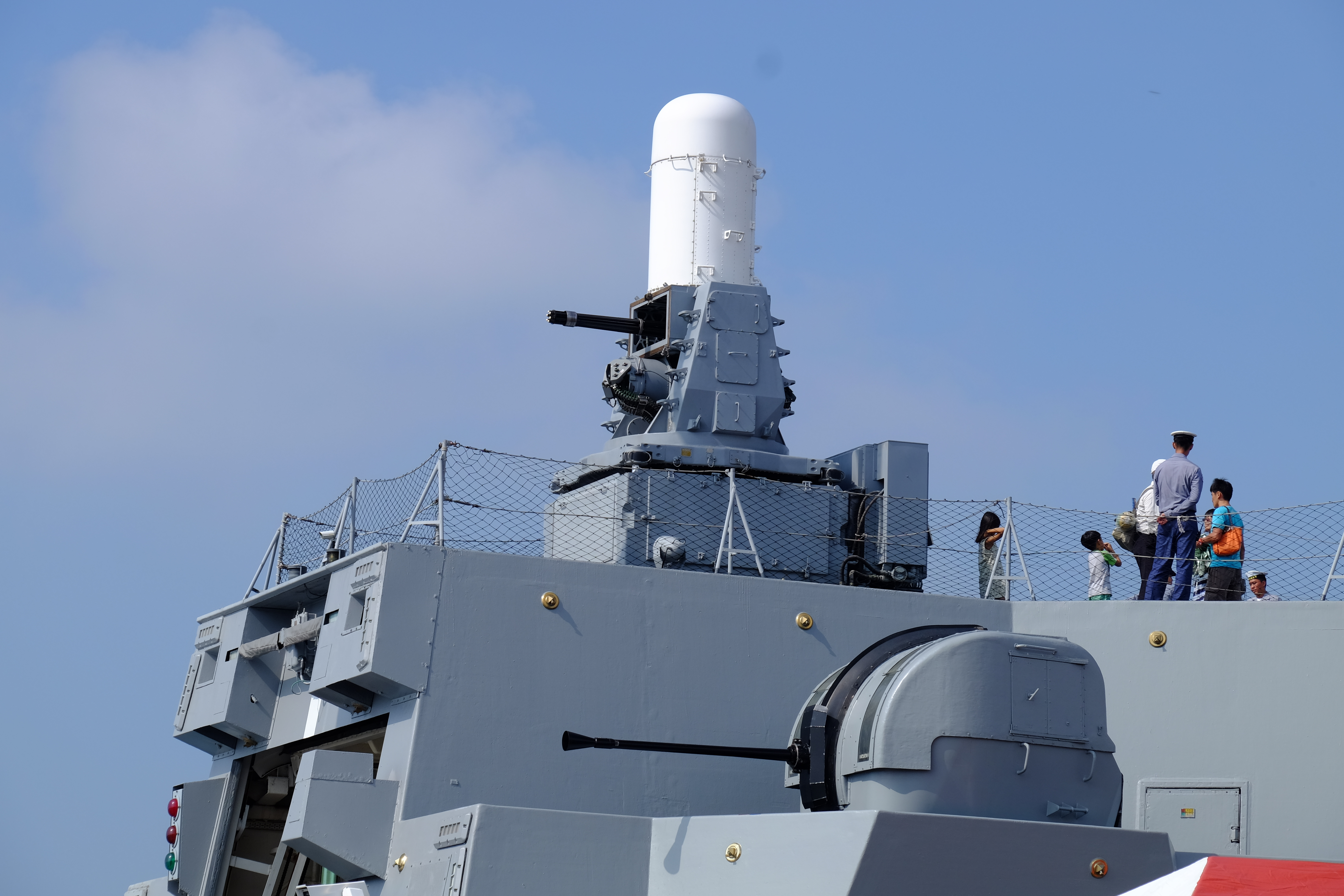
機庫上方的方陣快砲與右舷的波佛斯40mm L/70機關砲，攝於2015年左營軍港營區開放活動。
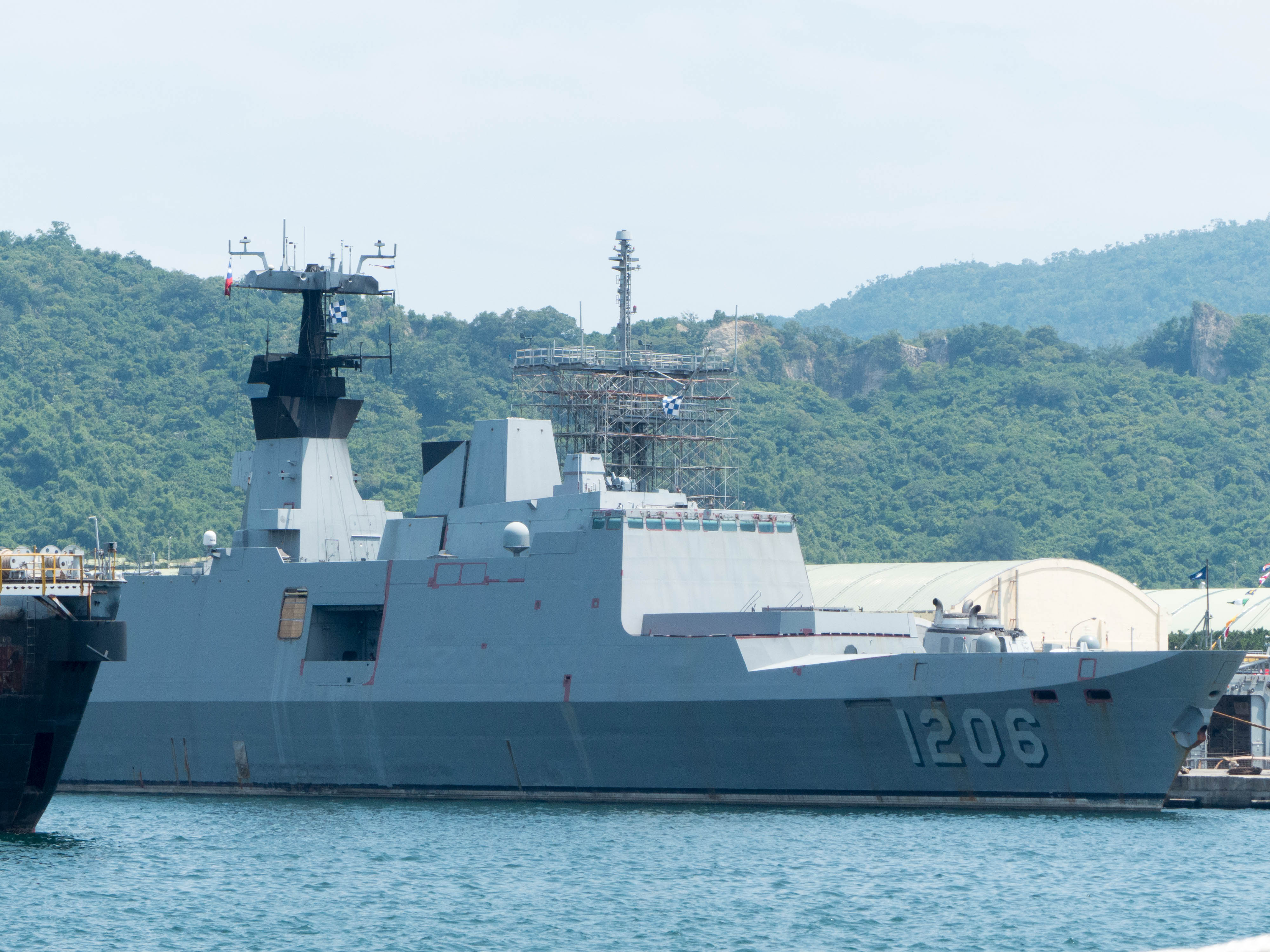
大修中的迪化軍艦。

## 榮譽
- 民國110年國軍模範團體

## 資料來源
1. ↑  羅添斌. . 自由時報-軍武.   [2023-10-07]. 原始内容存档于2023-10-26.
2. ↑  . 聯合報數位版. （原始内容存档于2025-02-24）.
3. ↑  . 自由時報電子報.   [2022-10-21]. （原始内容存档于2022-10-14）.
4. ↑  黃旭磊. . 自由時報. 2016-07-13  [2019-04-21] （中文）.
5. ↑  .   [2018-11-09]. （原始内容存档于2018-11-08）.
6. ↑  . 中央社.   [2023-06-22]. （原始内容存档于2023-04-24）.
7. ↑  . 自由時報.   [2023-12-07]. （原始内容存档于2023-12-07）.

## 外部連結
- （中文）-中國軍艦虛擬博物館-康定級巡防艦
- （日語）-日本周辺国の軍事兵器 （页面存档备份，存于）
- （英文）-Naval Technology - Kang Ding Class Frigates, Taiwan （页面存档备份，存于）